# 아사히카와 겨울 축제

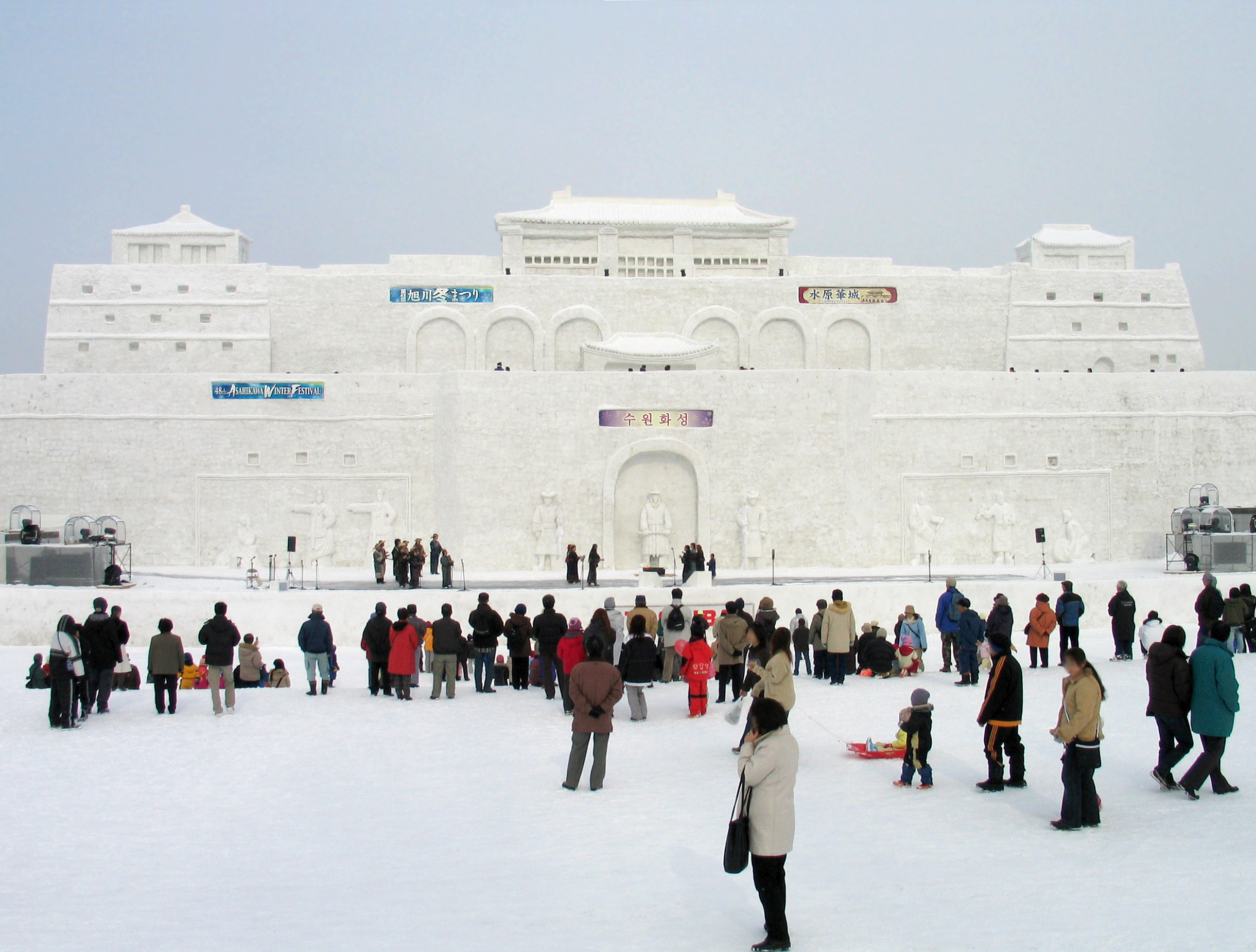
메인 설상 화성(華城) (2007년 2월 11일)

아사히카와 겨울 축제(일본어: 旭川冬まつり)는 일본 홋카이도 아사히카와시에서 매년 2월 초에 열리는 축제이다. 1960년에 처음 개최되었다. 홋카이도를 대표하는 겨울 행사 중 하나로, 삿포로 눈축제 (약 200만명)에 이은 많은 입장객 수 (약 100만명)를 자랑한다.